# Yoshida Brothers
Yoshida Kyōdai (吉田兄弟, Irmãos Yoshida), conhecidos internacionalmente como Yoshida Brothers, é um Duo musical japonês formado pelos irmãos Ryōichirō Yoshida (Tokyo, 26 de Julho de 1977) e Ken'ichi Yoshida (Tokyo, 16 de Dezembro de 1979), que tocam shamisen, um típico instrumento de cordas japonês. Sua música é influenciada pelo estilo Tsugaru-jamisen e outras músicas tradicionais do resto do mundo. Eles atingiram o sucesso em todo mundo por apresentar uma releitura pop, jovem e moderna de um ritmo conhecido como tradicional, lento e cadenciado.
Sua canção mais conhecida chama-se "Rising". Uma parte dela foi usada na propaganda da cerveja Asahi Super Dry. Além disso, o lutador de MMA Yushin Okami a usou muitas vezes como sua música de entrada.
Em 2007, causaram frisson nos EUA com a música ‘Kodo-Inside the Sun Remix’, que foi tema do comercial de TV do Nintendo Wii, videogame da Nintendo.

## História
O Yoshida Brothers é formado pelos irmãos, Ryōichirō Yoshida e Ken'ichi Yoshida. A dupla usou o tradicional instrumento de cordas japonês, shamisen, para criar um estilo que mistura a música clássica japonesa com vários gêneros musicais ocidentais.
Criados em Noboribetsu, Hokkaido, Japão, os dois começaram a aprender a tocar shamisen aos cinco anos de idade. Os irmãos começaram com o estilo tradicional Minyō-shamisen e, em 1989, sob a tutela de Takashi Sasaki I, eles passaram a aprender outro estilo tradicional, o Tsugaru-shamisen. Foi nas convenções de Tsugaru-shamisen que os dois começaram a ganhar vários prêmios e a receber mais atenção.
Em 1999, lançaram seu álbum de estreia, Ibuki, que foi um sucesso comercial, vendendo 100.000 cópias só no Japão. Em 2000, lançaram o álbum Move, que também obteve um grande sucesso comercial, tendo uma vendagem na casa de 70,000 copias. Até 2003, já haviam vendido aproximadamente 300.000 cópias de seus álbuns gravados até então, somente no Japão.
Em 2002, fizeram sua primeira turnê em solo japonês, chamada Live Soul, e no ano seguinte debutaram nos EUA com o álbum Yoshida Brothers.
Em 2015, eles compuseram músicas especialmente para o anime Naruto, que foram lançadas no EP Prana.
Como parte do projeto "Países Irmãos", em fevereiro de 2016, eles vieram ao Brasil para três apresentações, em São Paulo. Eles se apresentaram no Teatro Sergio Cardoso ao lado dos Meninos do Morumbi e do grupo Wadaiko Sho.

## Discografia

### Álbuns Japoneses
- 1999: Ibuki
- 2000: Move
- 2002: Soulful
- 2003: Frontier
- 2004: Renaissance
- 2006 - Hishou shamisen dake no sekai Vol. 1

### Álbuns Internacionais
- 2003: Yoshida Brothers
- 2004: Yoshida Brothers II
- 2006: Yoshida Brothers III
- 2007: Hishou (ao vivo)
- 2007: Zenkoku Tour 2006 Hishou Jikkyo Kanzen Rokuon Ban[8]
- 2009: Another Side Of Yoshida Brothers
- 2009: Prism
- 2014: Horizon
- 2020 - THE YOSHIDA BROTHERS 〜20th. Anniversary from Debut〜

#### EPs
- 2015: Prana

### Coletâneas
- 2008: Best of Yoshida Brothers - Tsugaru Shamisen
- 2012:	Yoshida Brothers Best, Vol. 1: 1999-2004[8]
- 2012:	Yoshida Brothers Best, Vol. 2: 2005-2009[8]

### Singles
- 2002:	Storm
- 2005:	Rising
- 2007: Change (com Monkey Majik)
- 2014: "Natsu no Jouji" Monkey Majik

### DVDs
- 2002:	Yoshida Kyodai FIRST LIVE SOUL
- 2003:	Live Frontier
- 2007:	Zenkoku Tour 2006 Hishou Jikkyo Kanzen Rokuon Ban

### Participação em outros projetos
- 2006 - participação na canção "Yume" de LaurentWolf
- 2007 - participação na canção "Not Like Me" de Choir Boy
- 2008 - canção "Nabbed" do álbum Nightmare Revisited (vários artistas)
- 2009 - junto com Akira Inoue, participaram na canção "Renovation" presente no álbum Spectacle do DJ japonês Daishi Dance.
- 2009 - participação na canção  Fireworks, da banda de J-pop Exile[9].

## Prêmios e indicações
- 2000 - Vencedores do “Traditional Japanese Music Album Of The Year” no 15o prêmio anual da Japan Gold Disc Awards com o álbum Move[10]
- 2000 - Vencedores do “30th Anniversary Of Normalization Of Japan-China Diplomatic Relations Commemorative Special Prize” com o álbum Soulful
- 2002 - Vencedores do Japan Gold Disc Awards (Álbum do ano) com o álbum Soulful[10].

## Músicas-Tema
- Sprouting foi usada como música do trailer principal do filme “SAYURI”
- A canção "Kodo-Inside the Sun Remix-" fez a banda ficar mundialmente conhecida após ser usada no comercial do Nintendo Wii[11]
- tema do dorama da TBS "Jigoku no Sata mo Yome Shidai", que foi ao ar de julho a setembro de 2007.
- A canção "Nippon Egao Hyakkei", tema de encerramento do anime Joshiraku é tocado por Momoiro Clover Z, com participação do Yoshida Brothers.

## Curiosidades
- O lutador japonês de MMA Yushin Okami costuma usar como sua música de entrada para as lutas a canção "Rising", que é desta banda[12].